# 吹田市立岸部第二小学校
吹田市立岸部第二小学校（すいたしりつきしべだいにしょうがっこう）は、大阪府吹田市にある公立小学校。校舎はかつて吹田市立第二中学校だった跡地に建てられていて現在でも当時の校舎の一部が残っている。

## 沿革
- 1973年 - 吹田市立岸部第一小学校から分離開校

## 交通
- 東海道本線（JR京都線） 岸辺駅

## 周辺施設
- 吹田市立博物館